# Episodi di Shakespeare & Hathaway investigatori privati (terza stagione)
La terza stagione della serie televisiva Shakespeare & Hathaway è stata trasmessa nel Regno Unito sul network BBC One dal 3 al 14 febbraio 2020.
In Italia, la stagione è stata trasmessa in prima visione assoluta su Rai 2 dal 12 settembre al 5 dicembre 2021. 
| n° | Titolo originale                    | Titolo italiano                | Prima TV UK      | Prima TV Italia   |
| -- | ----------------------------------- | ------------------------------ | ---------------- | ----------------- |
| 1  | How the Rogue Roar'd                | Bingo!                         | 3 febbraio 2020  | 12 settembre 2021 |
| 2  | See Thyself, Devil!                 | Patto col diavolo              | 4 febbraio 2020  | 19 settembre 2021 |
| 3  | The Sticking Place                  | Orto sotto sfratto             | 5 febbraio 2020  | 26 settembre 2021 |
| 4  | A Serpent's Tooth                   | Non è come credi               | 6 febbraio 2020  | 3 ottobre 2021    |
| 5  | The Fury Spent                      | Le donne storiche              | 7 febbraio 2020  | 10 ottobre 2021   |
| 6  | Reputation, Reputation, Reputation! | Un ambiente spietato           | 10 febbraio 2020 | 17 ottobre 2021   |
| 7  | Best Beware My Sting                | Spoglie mortali                | 11 febbraio 2020 | 31 ottobre 2021   |
| 8  | All That Glisters                   | Gli enigmisti                  | 12 febbraio 2020 | 7 novembre 2021   |
| 9  | O Thou Invisible Spirit of Wine     | Il fantasma del pub            | 13 febbraio 2020 | 28 novembre 2021  |
| 10 | Teach Me, Dear Creature             | Separarsi è un sì dolce dolore | 14 febbraio 2020 | 5 dicembre 2021   |

## Bingo!
- Titolo originale:  How the Rogue Roar'd
- Diretto da: Jennie Paddon
- Scritto da: Matthew Cooke e Vincent Lund

### Trama
Frank e Luella vengono assunti da Henrietta Bolingbroke per chiudere una vecchia sala bingo che desidera ricostruire. Frank è sconvolto nel trovare al lavoro nella sala Eddie Monmouth, un delinquente imprigionato otto anni prima per crimini violenti. Afferma di essersi riabilitato dopo che sua moglie lo ha lasciato. Ha anche una figlia sconosciuta che non riesce a trovare. Quando il proprietario Lucky Green viene trovato morto, Frank sospetta di Monmouth che inaspettatamente confessa l'omicidio. Trovano l'arma del delitto a casa di un anziano giocatore di bingo. Questo porta a rivolgere la loro attenzione a JJ, speaker del bingo, e Megan Poins, la vicedirettrice, a causa sia di una frode messa in atto dai due che di un contratto della sala a cui manca la firma di Bolingbroke. Ad ucciderlo è stata Megan a causa di una discussione dove Lucky rivela di aver venduto il locale. Frank e Luella danno a Bolingbroke la copia del contratto di vendita ma rivelano che il locale è considerata un'attività di comunità e quindi viene tutelata e non può essere destinata ad altro.
- Ascolti Italia: telespettatori 334.000 – share 3,10%[1]

## Patto col diavolo
- Titolo originale: See Thyself, Devil!
- Diretto da: John Greening
- Scritto da: Ed Sellek

### Trama
Frank e Luella sono assunti da Tony King, cantante della band heavy metal rock Caliban's Claw. King, intento a tornare in auge, crede che il diavolo stia cercando di ucciderlo. Anni prima, la band aveva stretto un patto con il diavolo per ottenere successo. La fama dura fino a quando hanno un fatidico incidente, insieme al loro coach, che uccide Ricky Cornwall, membro della band e fidanzato di Gloria Fonteyn. La band si sciolse e pochi anni dopo anche il secondo membro chiamato Pulce, colui che procurava tutto alla band tra cui droghe, muore. Il terzo membro che ora è un prete muore davanti a Frank e Luella, in fuga dal misterioso diavolo, lasciando King l'unico membro in vita. Frank e Luella riprendono le indagini partendo dal fatidico incidente e dai sopravvissuti che includeva anche Gloria. I due investigatori scoprono che ha causare terrore e morte è stato Cliff, il nuovo batterista assunto da Tony, che si rivela essere il figlio di Pulce. Infatti Cliff era solo un bambino ma era presente all'incidente dove muore Ricky poiché suo padre viaggiava sempre in una seconda auto da solo poiché Tony voleva così. Pulce non si riprenderà mai da quell'incidente e muore di overdose poiché è preso dai sensi di colpa. Cliff decide di volersi vendicare di Tony usando un vecchio costume da diavolo con cui fa impazzire Tony, ma le cose prendendo una brutta piega quando il prete muore. Cliff viene arrestato e Luella e Frank ricevono dei doni da parte di Tony. Quest'ultimo lascia la fattoria a sua figlia Grace.
- Ascolti Italia: telespettatori 341.000 – share 2,80%[2]

## Orto sotto sfratto
- Titolo originale: The Sticking Place
- Diretto da: Miranda Howard-Williams
- Scritto da: Johanne McAndrew

### Trama
Frank e Luella sono alle dipendenze degli assegnatari di lotti per orti minacciati di sfratto, per via della licenza edilizia per costruirci sopra, da Lady Mortimer influenzata da Gerald Fitzallan dopo la morte del marito Lord Charlie Mortimer deceduto durante una festa data dagli assegnatari dei lotti. Fitzallan viene avvelenato e il detective Keeler arresta Dolly Tearsheet, biochimico e detentrice dell'assegnazione di uno dei lotti. Per dimostrare la sua innocenza, Frank e Luella indagano sui retroscena di Lady Mortimer e Fitzallan e scoprono i loro legami con una rapina di lingotti a Londra e la scomparsa dell'oro. Entrambi hanno rubato queste identità dopo la rapina visto che i loro veri nomi sono: Richard "Fingers" Rathbone e Tracey Jarvis. I due investigatori scoprono che ad uccidere Fitzallan è stato il maggiordomo Chamberlain che sapeva tutto ma riteneva Mortimer/Jarvis una donna generosa per aver salvato la proprietà e il villaggio locale usando l'oro della rapina e ritenendo Fitzallan/Fingers un rischio per lei e per il resto della comunità.
- Ascolti Italia: telespettatori 285.000 – share 2,20%[3]

## Non è come credi
- Titolo originale: A Serpent's Tooth
- Diretto da: Miranda Howard-Williams
- Scritto da: Ishy Din

### Trama
Frank e Luella sono alle dipendenze di Poonam Raja e della madre di Haroon Malik che vogliono far luce sulla sua morte. Malik, amico di Poonam nonché manager dell'azienda Freddi Freeman's, di proprietà del padre di Poonam, viene schiacciato dai tappeti caduti da un muletto perché assicurati con una sola catena. Poonam è stata allontanata dalla gestione dell'attività di famiglia accusata dal padre, malato di demenza, di volergli rubare l'azienda. Le sue due sorelle, Parthi e Pia Raja, gestiscono l'azienda da sole. Grazie al lavoro sotto copertura di Sebastian e Poonam, Frank e Luella scoprono un'azienda in fallimento che chiude i suoi negozi e vende tappeti a un'azienda rivale. I due trovano un taccuino con una frase scritta da una delle tre sorelle e firmata con una P che li fa pensare ad un delitto passionale. I due investigatori hanno bisogno di ulteriori prove, così, insieme a Poonam, cercano il cellulare di Haroon che trovano nella cassaforte dell'azienda. Vengono sorpresi da Pia e Parthi. Quest'ultima ha ucciso Haroon perché non corrispondeva il suo amore. Inoltre le sorelle frodavano trasferendo i fondi delle vendite di tappeti in una società in un paradiso fiscale.
- Ascolti Italia: telespettatori 469.000 – share 3,60%[4]

## Le donne storiche
- Titolo originale: The Fury Spent
- Diretto da: Jennie Paddon
- Scritto da: Kitty Percy

### Trama
Frank e Luella vengono assunti da Sir Tim Forbes-Allen, proprietario del nuovo museo dedicato a Shakespeare. Lo scopo è trovare Lucian Shaw, il curatore del museo, che si teme sia stato rapito. Il museo è stato contestato da una manifestazione femminile dell'associazione denominata la " Società delle donne storiche" a causa della visione di Forbes-Allen nei confronti del ruolo delle donne nella storia. Frank e Luella trovano Shaw vivo ma legato nel seminterrato con una scritta sulla schiena: è l'ora della resa dei conti. I due investigatori ricevono la notizia che Forbes-Allen è stato assassinato. La dottoressa Helen Middelton, una delle donne storiche, si è accusata dell'omicidio di Sir Tim. Shaw chiede a Frank e Luella di trovare una lettera d'amore scritta da Sir Tim per lui. Shaw riceve un messaggio da parte dell'assassino con un luogo dove poter riavere la lettera d'amore. Da una nota del titolare del messaggio e dall'assegno di Lady Forbes-Allen, compenso erogato per aver trovato Shaw, Frank e Luella scoprono un collegamento con l'assassino. Infatti, si capisce che Tina, la moglie di Sir Tim, ha ucciso il marito per gelosia dopo aver scoperto che aveva infranto il loro accordo che prevedeva delle libertà nel matrimonio senza innamorarsi di altri. Così, lo uccide pugnalandolo al cuore con una forbice. Shaw vuole vendicarsi e tenta di uccidere Tina. Per fortuna, grazie a Frank e Luella, rinuncia al suo intento mentre Tina viene arrestata da Viola.
- Guest star: Simon Williams

- Ascolti Italia: telespettatori 458.000 – share 3,40%[5]

## Un ambiente spietato
- Titolo originale: Reputation, Reputation, Reputation!
- Diretto da: Piotr Szkopiak
- Scritto da: Daisy Martey

### Trama
Frank e Luella vengono assunti da Odette Dixon per indagare sull'incendio del suo negozio di parrucchiera che ha lasciato Joelle Clarkson, la sua migliore dipendente, in coma.  Nel corso dell'indagine Joelle muore. Odette crede che la sua rivale Isobel Harris, proprietaria di un salone di bellezza biologico, abbia appiccato l'incendio, anche in considerazione dei precedenti tentativi di danneggiare l'attività. Ma la pista si rivela sbagliata. Luella conosce sia Dixon che Harris dal momento in cui possedeva il suo salone e porta Frank e Sebastian nel mondo spietato dell'acconciatura dove tutti si considerano rivali. Insieme scoprono le relazioni intricate che hanno permesso a Joelle di ricattare il personale di entrambi i saloni. Infatti Joelle ricattava sia Winston che Cassius, due assistenti di Odette. Alla fine si scopre che ad appiccare l'incendio è stata Ruby, assistente di Isobel, a causa della sua gelosia per il suo ex fidanzato Cassius, che ora fa coppia con Odette. L'incendio doveva colpire lui e non Joelle che era anche amica di Ruby. Ruby rapisce Cassius e tenta di ucciderlo appiccando nuovamente l'incendio nel salone di Odette che è in ristrutturazione. Per fortuna l'intervento di Luella e Frank ferma Ruby e salva Cassius. Isobel e Odette si riappacificano.
- Ascolti Italia: telespettatori 283.000 – share 2,30%[6]

## Spoglie mortali
- Titolo originale:  Best Beware My Sting
- Diretto da: Paul Gibson
- Scritto da: Dominique Moloney

### Trama
Frank e Luella sono assunti da Gordon Minola per indagare sulle minacce contro di lui e la sua compagnia Minola Energy da attivisti per l'ambiente noti come "spoglie mortali" guidati dal leader Curtis Price. La figlia di Minola, Kate, è un membro del gruppo di attivisti e per questo suo padre la tiene virtualmente prigioniera a casa. Bianca, altra figlia di Minola, sposerà il ricco Lucas De Boulay. Dopo essersi sposati in chiesa, Bianca e Lucas si dirigono al ricevimento su una carrozza trainata da cavalli. Vengono rapiti e Minola riceve una richiesta di riscatto per 2 milioni di sterline. In qualche modo Bianca fugge sostenendo che Lucas è stato accoltellato da Curtis ma non sa se è ancora in vita. Dopo aver rintracciato il posto dove erano prigionieri, Frank e Luella fanno un sopralluogo trovando il corpo di Lucas. Il detective Keeler e la polizia intervengono arrestando Curtis e altri attivisti del gruppo compreso Sebastian, che si era camuffato da attivista dietro ordine di Frank per aiutarlo nell'indagine, dopo aver trovato le sue impronte digitali sull'arma del delitto ovvero il coltello. Kate supplica Frank e Luella di dimostrare che Curtis è innocente. Cosi scoprono che Bianca potrebbe essere l'artefice del piano. Tentano di incastrarla con una trappola che ha buon esito. Infatti Bianca ammette di aver manipolato Curtis e il suo gruppo per inscenare la rapina e per sbarazzarsi di loro, poiché erano una spina nel fianco della compagnia di famiglia, uccide Lucas. Minola e Kate ringraziano gli investigatori per il loro contributo.
- Ascolti Italia: telespettatori 555.000 – share 3,70%[7]

## Gli enigmisti
- Titolo originale: All That Glisters
- Diretto da: John Greening
- Scritto da: Rob Kinsman

### Trama
Frank e Luella vengono assunti da Emilia Belmont per indagare su una lettera ricevuta e sulla morte di sua madre Leah, quando era bambina, in un incidente d'auto di cui ritiene responsabile suo padre Anthony, che fa parte di un gruppo di appassionati di cruciverba che si definiscono gli enigmisti. I tre interrogano Sven Svenson, membro del gruppo, che rivela un errore di datazione nel ricordo di Emilia riguarda la morte della madre. I tre tentano di parlare con Tom, altro membro del gruppo, difficile da trovare ma che firma gli enigmi con lo pseudonimo di "Graziano". 
Tom indica degli indizi per risolvere il cruciverba che porta in luogo per incontrare Nerissa, altro membro del gruppo. Nerissa afferma di aver spedito la lettura per aiutare Anthony ad affrontare i suoi demoni e non per Emilia. Quando il padre di Emilia viene trovato morto in un parco vicino a una panchina in memoria di Leah, Sven viene arrestato perché creduto colpevole. Emilia decide di non interrompe le indagini. I tre continuano e seguono Tom che cerca di entrare nella casa di Anthony. Tom ha una chiave che apre un cassetto con dentro numerose cartoline. Tom spiega che del gruppo faceva parte anche il geniale dottore Bassanio che aveva creato un gioco di cartoline, spedite una per ogni membro del gruppo, che messe insieme forniscono la frase "cercate la mia eredità". In realtà il dottore Bassanio era morto lasciando la sua eredità a Leah, madre di Emilia. Nel corso degli anni, il gruppo cerca senza successo l'eredità del dottore usando gli indizi criptici della cartoline. Frank e Luella scoprono che le cartoline sono state lasciate da Leah che disprezzava il gruppo e non voleva che Anthony la trovasse dopo essere scappata con i soldi del dottore. Per risolvere gli indizi bisogna guardare ai timbri postali e alle immagini delle cartoline. La prima porta a un pub che era diverso negli anni passati rispetto all'aspetto di oggi, il secondo porta a un quadro dentro il pub stesso, il terzo ad una via e il quarto ad un banco dei pegni dove ricevono un anello ed Emilia si trova di fronte a una scomoda verità del passato e del presente. Capisce che il padre non le aveva mentito poiché Leah aveva deciso di abbandonarla. Infatti, al loro incontro nel parco, il padre le aveva ribadito la verità ma lei presa dalla rabbia lo spinge. Anthony sbatte la testa sulla panchina mentre Leah decide di andarsene senza prestargli soccorso. Frank e Luella riescono a rintracciare Leah che incontra Emilia.
- Ascolti Italia: telespettatori 479.000 – share 3,10%[8]

## Il fantasma del pub
- Titolo originale:  O Thou Invisible Spirit of Wine
- Diretto da: Piotr Szkopiak
- Scritto da: Oliver Frampton

### Trama
Frank e Luella vengono assunti da Melanie Montecchi, locatario di The Barchester Arms, per trovare la vecchia Lil, una fotografia rubata della vecchia prozia di Melanie. Quest'ultima ha già assunto Penelope Lawrence, una cacciatrice di fantasma. Si crede che il fantasma di Lilia infesti il pub da quando è stata uccisa centoventi anni fa. Penelope racconta che i Capuleti sono i proprietari del pub che danno in gestione ai Montecchi con un accordo rinnovato ogni trenta anni. La leggenda, sulla morte di Lilia, narra di una scommessa da lei vinta ottenendo in dote l'atto di proprietà del pub. Questo porta i Capuleti a vendicarsi uccidendola. L'indagine è ostacolata da Penelope che cerca di dimostrare la sua esistenza. Il tempo è essenziale poiché il contratto di locazione del pub, rinnovato ogni trent'anni, è in scadenza e il locale tornerebbe alla famiglia Capuleti (desiderio che il capofamiglia Stephen Capuleti vorrebbe accadesse). Cosi mandano Sebastian sotto copertura come cameraman di Penelope. Mentre Sebastian distare tutti, Frank e Luella scoprono come il ladro ha rubato la foto accedendo da una finestra del bar e usando il cavo elettrico come appiglio. Rientrati in ufficio con un nulla di fatto, ascoltano il messaggio lasciato in segreteria dalla Lawrence in cui ammette di aver rubato la fotografia e nel mentre viene assassinata. Frank e Luella si recano nel camper di Penelope che trovano deceduta e chiamano la polizia. Gli investigatori esaminano la stanza di Penelope e trovano una chiavetta e un pizzino con su scritto prosa. Nella chiavetta c'è un video in cui si vede qualcosa che Sebastian proverà a migliorarne la qualità mentre Prosa è un acronimo che significa: Pubblico reparto delle opere di Stratford-Upon-Avon. Qui trovano un diario in cui Lilia racconta alcune vicende ma mancano delle pagine. Questo fa sospettare che quelle pagine contengano una prova importante. L'immagine mostra una mano con il sigillo dei Capuleti mentre nel registro dei visitatori c'è il nome di Steve. Quest'ultimo viene ascoltato da due investigatori e rivela che voleva trovare un modo per sbarazzarsi dei Montecchi ma non è mai stato al reparto delle opere. Le pagine vengono lasciate nell'ufficio di Frank e Luella in un plico anonimo insieme alla fotografia. Pensano sia stato Ben, figlio di Melanie, ad uccidere Penelope ma, seguendolo, capiscono che si incontra in segreto con Chris, figlio di Steve, perché hanno una relazione. Chris racconta che le pagine contengono la prova che il pub appartiene ai Montecchi e che suo padre Steve nascondeva in un cassetto. Steve viene arrestato per l'omicidio di Penelope. Dalla fotografia, Luella capisce che il camino può nascondere qualcosa. Infatti lì trovano l'atto di proprietà del pub e questo prova che appartiene ai Montecchi e così non devono lasciare il locale.
- Ascolti Italia: telespettatori 300.000 – share 1,90%[9].

## Separarsi è un sì dolce dolore
- Titolo originale: Teach Me, Dear Creature
- Diretto da: Paul Gibson
- Scritto da: Dan Muirden

### Trama
Frank e Luella sono assunti da Jessica Duke per controllare Charlie, suo figlio. Teme che possa avere problemi e dà loro l'accesso al suo computer dove ha installato un software di tracciamento sul telefono di suo figlio. Charlie come sua sorella Isabella dovrebbe andare all'Università di Oxford dopo aver frequentato un corso specializzato al Syracusetuition Center. Frank e Luella sospettano una relazione tra Charlie e uno dei tutor, Cassie Dorcas. Si fingono due genitori che vogliono iscrivere i figli all'istituto. I due però vengono respinti così decidono di coinvolgere Sebastian e il suo amico Rory, un attore famoso per cui Dorcas va pazza. Sebastian si finge ufficio stampa di Rory Harrison e insieme ottengono un appuntamento con Dorcas. Si recano presso l'abilitazione di Dorcas e i due la trovano assassinata. Sebastian chiama la polizia ma sopraggiunge il sergente Keeler perché Cassie aveva denunciato una frode. Luella va da Charlie e chiede informazioni sulla sua relazione con la Dorcas. Charlie nega e sparisce quando sopraggiunge sua sorella Isabella. Frank parla con il professore di matematica Azim nonché il miglior tutor del centro che non piaceva a Dorcas visto i rapporti burrascosi che avevano. Frank fruga nell'ufficio di Azim. Così il caso prende una nuova strada verso la frode a causa delle prove d'esame divulgate da Amit Azim. Quest'ultimo nega l'omicidio di Dorcas e il suo alibi regge. I due investigatori devono capire fino a che punto la famiglia Duke si sarebbe spinta per proteggersi a vicenda. Infatti, grazie all'app spia, scoprono che Isabella faceva da babysitter a Susan Frobisher, una professoressa incaricata di redigere il test finale della scuola. Si comprende che Isabella ha rubato gli esami che poi passava a un certo Rammy ovvero il professore Azim. Luella insiste con Charlie ma non parla. Seguono Isabella e Jessica e scoprono che ad uccidere la Dorcas è stata proprio la madre dopo che il tentativo di corrompere la professoressa era fallito. Jessica viene arrestata cosi come Isabella. Charlie racconta a Luella di aver trovato le foto dei test e di aver raccontato il tutto a Dorcas. Sebastian realizza il suo sogno di recitare sul palco di Stratford sostituendo Rory. Inoltre riceve un ingaggio per due anni che lo porterà a girare il mondo. All'inizio decide di partire ma poi torna sui suoi passi e rimane con gli investigatori.
- Ascolti Italia: telespettatori 352.000 – share 2,20%[10].